# Polyipnus clarus
Polyipnus clarus is een  straalvinnige vissensoort uit de familie van diepzeebijlvissen (Sternoptychidae). De wetenschappelijke naam van de soort is voor het eerst geldig gepubliceerd in 1994 door Harold.
De soort staat op de Rode Lijst van de IUCN als niet bedreigd, beoordelingsjaar 2009.